# トーヨー (エンジン)
トーヨーとは、村越製作所及び株式会社トーヨー内燃機が開発･生産した競走車用エンジンである。稼動期間は1964年～1993年。

## 「3級車=トーヨー」

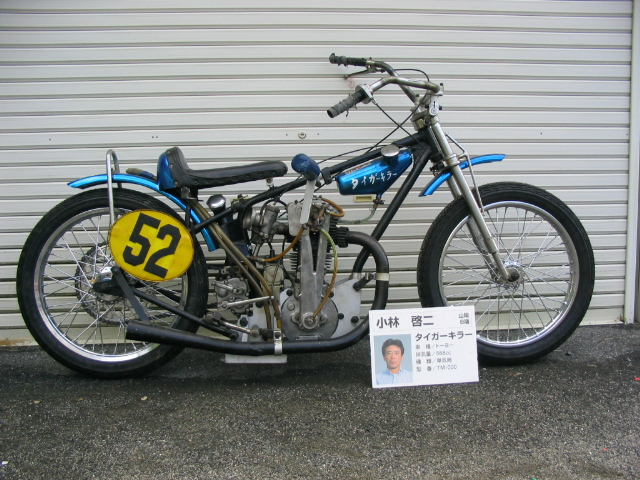
トーヨー2級車を搭載した競走車「タイガーキラー」号

1964年、それまで部品提供と修理を主に行ってきた村越製作所が、オートレース競走車エンジン市場に第3の国産メーカーとして参入し、高回転の350ccエンジンを発表した。

それまでの3級車エンジンは回転の上がりが遅く、ハンデをもらわなければとても勝てないという状況だったが、このトーヨー3級車エンジンがその流れを変えた。
1967年の全オートレース場舗装化以降はさらに支持を伸ばし、それまで3級車エンジン市場を席捲していたキョクトーを駆逐し、瞬く間に「3級車=トーヨー」という図式を決定付け、さらには2級車エンジン市場にも進出していったのである。

ちなみに、小林啓二（8期、山陽オートレース場所属）がデビュー翌年の1971年に記念タイトル（現在のGIレース）である開場記念山陽グランプリを制覇した際の愛車や、阿部光雄（6期、川口オートレース場所属）がデビュー2年目で記念の開設記念グランプリレースを制したときの愛車も、このトーヨーの3級車エンジンであった。

## 「打倒トラの本命=トーヨー」

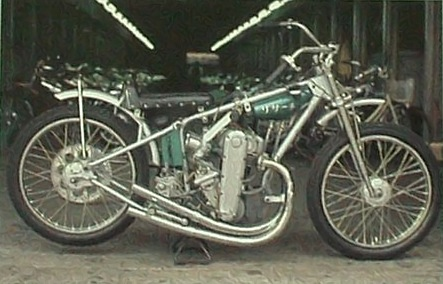
1級車二気筒トーヨーVEX型（ベックスエンジン）を搭載した競走車「リサーチ」号

3級車エンジン市場で圧倒的な支持を得て、2級車エンジンでもその支持を拡大しつつあったトーヨーだが、当時のオートレース界はトライアンフの絶頂期でもあった。トーヨーをはじめとする国産メーカーは「打倒トラ」を合言葉に、トラを超えるエンジンの開発に腐心していた。

1977年、トーヨーは他のメーカーに先駆け、「打倒トラ」の本命とも言われたSOHC二気筒エンジンを発表した。このエンジンは、エンジンの型式（トーヨーVEX型）や搭載した競走車の呼名を取って「ベックスエンジン」「リサーチエンジン」とも呼ばれた。

このトーヨー二気筒は当時としては画期的な作りをしていた。当時は二気筒=トラという時代で、1980年に登場したメグロ二気筒もトラと同様のプッシュロッド（OHV）方式のエンジンだった。それに対してこのトーヨー二気筒は単気筒のみに採用していたチェーンカム（SOHC）方式をそのまま応用したのである。

そもそもこのエンジンが開発されたきっかけ自体が、「単気筒の排気量向上が限界に達した」というものであった。言うなれば、このトーヨー二気筒は現在のセアの始祖にあたるとも言えよう。

そうした制約から生まれたエンジンであったにもかかわらず、このトーヨー二気筒は極めて高い性能を秘めていた。元々高回転エンジンが売りのトーヨーだけあって、この二気筒エンジンも回転の上がりが非常に良いエンジンであった。また、選手自身がカムやキャブレター周りをチューンすることで更に性能が向上するという特徴があり、一時はこのエンジンがトラを打倒するものと思われた。

ところが、思ってもみない欠点が浮上する。元来ブレーキを用いないオートレースにおいては、エンジンブレーキの効きがレースを大きく左右する要素となっていた。このトーヨー二気筒はパワー、特に直線での伸びに関してはトラはおろか後のニューフジ二気筒をすら凌駕する性能を誇っていたが、肝心のエンジンブレーキがまったくと言っていいほど効かなかったのである。

これは即ち、コーナーで車を止められないということであり、乗りこなすには相当の技術が要求された。実際、1節だけこのエンジンを使用した阿部光雄は「とてもじゃないが、乗れたもんじゃない」と評価していた。

結果として、このエンジンは普及を見ず自然消滅していった。これによりトーヨーは信頼を失いシェアが激減。さらに悪いことに、最も自信を持っていた3級車が1985年配属の第19期生から廃止されてしまい、以降は1級車単気筒エンジン（TS618型）を細々と供給し、全体比でおよそ1割程度のシェアしか維持できなかった。そして、1993年のセア一斉乗り換えによって、トーヨーは他のエンジンと共に姿を消したのである。
セア導入後の株式会社トーヨー内燃機は、キョクトーを生産していた極東内燃機株式会社と共に、競走車の認定整備業者となっている。

## トーヨーで活躍した選手達

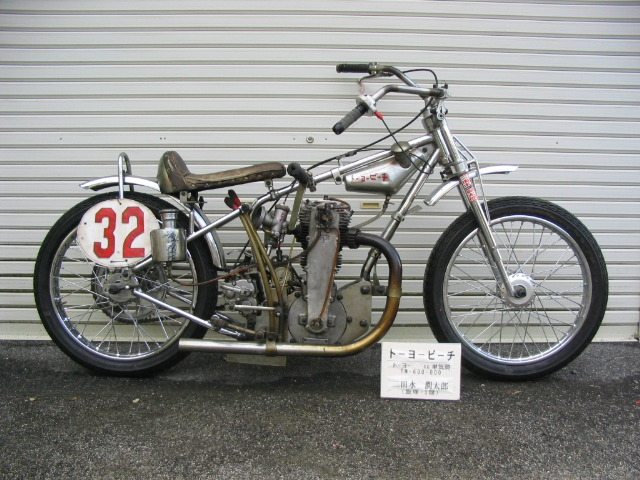
トーヨー2級車（初期型）を搭載した競走車「トーヨービーチ」号

二気筒エンジンでこそ失敗したが、トーヨー自体は安定した性能を誇り、選手間での評判は高かった。
中でも、第4回日本選手権オートレースを制覇した戸田茂司（大井オートレース場所属、引退）、第5回日本選手権オートレースを制覇した二田水潤太郎（飯塚オートレース場所属、引退）、第7回日本選手権オートレースを制覇した伊藤力示（‐りきじ。浜松オートレース場所属）の3人はいずれもトーヨーの2級車で並み居る強豪を相手に戦い勝利したのである。
二気筒エンジンには風間義夫（川口オートレース場所属、故人）をはじめ、柴田日出喜（5期、飯塚オートレース場所属、引退）、松尾一喜（山陽オートレース場所属、引退）、山﨑弘峰（川口オートレース場所属、引退）などが搭乗し、国産車の可能性を模索していた。特に風間の駆る「ウインモア」号は有名で、1982年の第14回日本選手権オートレースでは準決勝戦まで進出したという実績がある。

## 諸元
| 型式         | TS612          |
| 冷却方式     | 空冷           |
| 気筒数       | 1              |
| 弁機構       | DOHC4バルブ    |
| 排気量       | 612cc          |
| 内径×行程    | φ92.0×92.0mm   |
| 最高出力     | 57.9ps/8000rpm |
| 最大トルク   | 6.1kgm/6000rpm |
| 乾燥重量     | 33.5kg         |
| 点火方式     | マグネトー     |
| 価格（当時） | 500,000円      |